# 解決
解決（かいけつ）は、音楽用語の一つ。

## 概要
解決は、西洋音楽の調性音楽理論において、不協和音（不安定な響き）から協和音（より治まりがよく安定した響き）へと単音あるいは和音が移ることを言う。属和音から主和音へ移行することも解決と呼ばれる。
不協和音、解決、（その間の）不安定な状態（suspense）は、音楽的な感興を呼び起こすことができる。単音や和音が解決されると期待される旋律やコード進行において、期待と異なった、しかし同じようにふさわしい音で代わりに解決が行なわれることもあり、それは興味深く、思いがけない音を作り出す。例としては偽終止がある。

## 基本
不協和音は協和音へ移行したとき解決される。解決が引き延ばされたり、思いがけないやり方で達成されたとき - 作曲家が聴衆の期待を弄ぶとき - 劇的な緊迫感がもたらされる。—Roger Kamien（en）（2008）,p.41
解決は主として調性音楽における概念である。なぜなら無調音楽は一般に不協和音をより頻繁に含み、解決の基準となるべき調性の中心が存在しないからだ。「解決」の考え方、解決が「期待」される度合いは、文化や時代によって異なる。例えばド・ミ・ソ・ラからなる六の和音は、バロック時代の古典楽曲では強く解決が求められたが、現代になると、さほどではなくなり、ポップスやジャズの楽曲においては、そうした和音は曲の終わりとして充分許容され、特に解決すべきものとはされない。

## 解決の例
解決されるべきひとつの不協和音の例として、ハ長調の和音ド・ミ・ソに加わったファが挙げられる。これはミ・ソいずれとも不協和音を成すものであり、そのいずれかへ解決されるものだが、通常は（より近いピッチである）ミが選ばれる。和音とコード進行に関する例を挙げると、終止を伴う IV-V（半終止）は解決として強いものではない。しかし終止が（IV-）V-I（完全終止）になった場合、主音を含む I の和音で終わることにより、解決としてかなり強いものとなる。